# Starlite
Singles de Christophe Willem
Si mes larmes tombent
(2012) L'amour me gagne
(2012)
Pistes de Prismophonic
Cool
Starlite est une chanson du chanteur français Christophe Willem. Elle a été choisie comme troisième single de son album Prismophonic et est sortie le 21 mai 2012. 
Une version anglaise, intitulée Starlight, est également sortie, étant le premier extrait de l'album anglophone Love Shot Me Down.

## Autour de la chanson
Starlite a d'abord été écrit en anglais sous le titre Starlight. Cette version figure sur l'album anglophone Love Shot Me Down, sorti en 2012. Les auteurs de la chansons sont Tom Kent, Amanda Wilson et Richard Stannard, ainsi que Russell Small et James Wiltshire du duo Freemasons. La chanson contient un échantillon du titre Ain't Nobody, écrit par David "Hawk" Wolinski et interprété en 1983 par Rufus et Chaka Khan.
Christophe Willem et le réalisateur de son album, Steve Anderson, avaient contacté les Freemasons pour une collaboration. Ceux-ci ont proposé plus d'une trentaine de versions de la chanson, avant d'aboutir à la version finale. Christophe Willem explique:

« Ils se sont plongés dans mon univers pour me proposer ce titre qui, en réalité, était très largement différent de la version définitive de "Starlite". On n'entendait beaucoup moins le sample que sur le titre final. Sauf que moi, j'avais envie d'entendre le sample pour que ça pète vraiment. »

La chanteuse canadienne Zaho a adapté les paroles de la version française.
Starlite a été enregistré à Brighton, au Shipwrights Yard, et à Londres, aux Element Studios. Les Freemasons et Sarah deCourcy ont réalisé le titre. 

## Distribution
Christophe Willem a annoncé le 24 avril 2012 que Starlite serait le troisième single de l'album lors d'une interview avec la radio lilloise Métropolys. La chanson a été envoyée aux radios au mois de mai, à l'occasion du lancement de sa tournée Barrière Sessions.
La version française et la version anglaise ont bénéficié de clips presque identiques. Ils montrent le chanteur dans différents scénarios, dans le métro, sur la piste de dans, à une soirée, chantant la chanson et entouré de personnes qui dansent, parfois de manière chorégraphié.

## Accueil critique et commercial
Jonathan Hamard du site Charts in France parle d'une « petite pépite dance qui ravira les clubbers ». Selon Chérie FM, il n'est pas étonnant que le clip de la chanson avec sa « mélodie très disco » se joue dans « un un décor inspiré des seventies qui se passe en grande partie dans une boîte de nuit ». Le site ohmymag.com définit le titre comme « chanson aux sonorités électro et dance dans laquelle [Christophe Willem] avoue avoir trouvé sa voie dans la vie ».
Purepeople écrit qu'avec Starlite, Christophe Willem renoue avec la pop électronique, parlant d'un tire « à la fois déluré, disco et costaud ». À propos du clip, le site écrit que « le chanteur est pris dans une boucle métro-boulot-dancefloor-dodo, dans un décor de carton-pâte qui s'inspire des meilleurs vidéos de Michel Gondry pour Björk (Bachelorette, pour la boucle et l'esthétique) et Kylie Minogue (Come into My World, pour la boucle) ».
Starlite ne s'est ni classé dans le Top 50 français, ni dans l'Ultratop 50 de la Belgique francophone.

## Pistes
CD single
1. Starlite (Freemasons Radio Edit)— 3:34
2. Starlite (Priizm Edit Timing) — 2:56

Digital download
1. Starlite (Freemasons Extended Mix) — 6:27
2. Starlite (Freemasons Radio Edit) — 3:34
3. Starlite (Priizm Extended Mix) - 5:09
4. Starlite (Priizm Radio Remix) - 2:56
5. Starlite - 3:31